# Ульпия Северина
У́льпия Севери́на (лат. Ulpia Severina; умерла после 275 года) — жена римского императора Аврелиана, августа (в 270—275 годах). После убийства своего мужа и до избрания императором Тацита, возможно, несколько месяцев фактически управляла государством.

## Биография
Ульпия Северина не упоминается в сохранившихся нарративных источниках [каких?] и известна только из нумизматических и эпиграфических источников.
Отцом Ульпии Северины, возможно, был некий Ульпий Кринит, которому традиция приписывает усыновление самого Аврелиана. Кринит, якобы, был потомком императора Траяна, и женитьба Аврелиана на его дочери должна была повысить престиж императора. Хотя биография Кринита явно выдумана одним из авторов Истории Августов, однако, такой человек всё же мог существовать.
О жизни Северины до замужества с Аврелианом ничего не известно. Аврелиан дал своей жене кроме титула августы (встречается на монетах начиная с 274 г.) также титул лат. mater castrorum et senatus et patriae — мать лагерей, сената и отечества, дававшийся супругам императоров начиная ещё со времен Северов. После гибели Аврелиана в 275 году и до избрания императором Тацита в Римской империи был период «междуцарствия». Однако имя Северины не исчезло с монет — она на них стала упоминаться одна, без Аврелиана. В легендах монет она называется Венерой и Юноной. Все это позволяет некоторым исследователям предполагать, что в течение месяца-двух Северина, опираясь на огромный авторитет своего мужа, управляла государством и, возможно, повлияла на выбор императором Тацита. По другому мнению Северина, как женщина, не могла официально участвовать в управлении Империей.